# Brawlhalla
Brawlhalla — free-to-play 2D файтинґ, розроблений і випущений Blue Mammoth Games для Microsoft Windows, MacOS, PlayStation 4 та Android.
Вперше гру було представлено на PAX East у квітні 2014. У той же місяць вона перейшла в альфа-версію. Відкрите бета-тестування стартувало в листопаді 2015, з планами на повний реліз у 2017. У серпні 2020 року гра була випущена для Android.

## Ігровий процес

### Основи
У Brawlhalla багато режимів гри, в кожному режимі своя техніка. Але в більшості з них для перемоги потрібно збити всіх суперників з арени, або набрати більш балів, ніж супротивники. В грі є система ушкоджень, які можна побачити навколо іконки персонажа у правій верхній стороні екрана. Що більше ушкоджень отримано, то червоніший відтінок навколо іконки персонажа, та далі відштовхують суперника удари. Коли бійця виштовхують з арени, в нього віднімається одне життя, що дорівнює одному балу. Коли гравець збиває суперника з арени, його боєць отримує 2-3 бали.
Персонажі можуть пересуватися вліво, вправо і стрибати. Вони можуть ухилятися від атак інших бійців. Протягом матчу з неба падає зброя у випадкове місце на арені, котру бійці можуть підняти. Кожна зброя має слабку та сильну атаку, сильна атака для всіх індивідуальна.

### Режими гри
Гра підтримує як одиночний (офлайн) так і багатокористувацький (онлайн) режим гри. В офлайн грі не можна отримати ігрову валюту і підвищити рівень розвитку бійця. Усього у грі 12 режимів гри:

#### Одиночна гра
- Гра с ботами — гра с ботами від 2 до 8 гравців. Кімната для бою повністю налаштовується, можна обрати будь-який вид гри.
- Навчання — 3 рівні, що навчають основами гри.
- Тренування — можна грати за будь-якого персонажа на будь-якій карті. Гра з одним ботом, який не атакує.
- Турнір з ботами — у всіх учасників по 3 життя. Загалом 16 гравців (з них 15 ботів), водночас проводиться 4 бої по 4 гравці, з кожного бою береться 2 переможці, котрі переходять у наступний бій. Потім проводиться 2 бої, з кожного береться 2 переможці, які гратимуть у фіналі.

#### Багатокористувацька гра
- Free-For-All — режим для новачків, для перемоги потрібно набрати більше балів, ніж інші гравці, за 3 хвилини. Усього 4 учасники.
- 1v1 Strikeout — режим, де для перемоги потрібно 3 рази викинути за арену супротивника. Перед початком можна обрати 3 персонажів, які виступають замість життя.
- Friendly 2v2 — проста битва 2 на 2, у всіх по 3 життя, не можна завдати шкоди союзнику.
- Experimental 1v1 — дає можливість гравцям протестувати зміни, що будуть внесені до майбутніх версій гри.
- Рейтингова гра 1v1 — у бійців по 3 життя, переможець отримує рейтингові бали.
- Рейтингова гра 2v2 — те ж саме, що і Friendly 2v2, тільки можна завдати шкоди союзнику і переможці отримують рейтингові бали
- Приватна гра — кімната, яку можна повністю налаштувати, вибрати будь-які види гри. Ніхто сторонній не зможе зайти у цю гру, для участі потрібно отримати запрошення чи код кімнати.
- Відкрита — кімната, в яку може зайти кожен. Теж повністю налаштовується.

### Режими гри
Усього 17 режимів ігор:
- Stock — кожен учасник має від 1 до 99 життя, зазвичай 3. Переможе той, у кого під кінець часу буде більше життів, ніж в інших, або той, хто залишиться живим.
- Timed — переможе той, хто за певний час (зазвичай 8 хвилин, але може бути від 3 до 15) набере найбільше балів.
- Strikeout — команда проти команди від 2 до 8 гравців, можна вибрати від 1 до 5 персонажів.
- Brawlball — команда проти команди від 2 до 8 гравців, мета полягає в занесенні м'яча у портал противника. Переможе той, у кого буде найбільше балів.
- Kung Foot — команда проти команди від 2 до 8 гравців, мета полягає в забитті м'яч у ворота противника. Переможе той, у кого буде найбільше балів.
- Horde — всі в одній команді від 1 до 8 гравців, мета полягає в захисті 2 порталів від противників (ботів-бійців і кажанів).
- Snowbrawl — від 2 до 8 гравців, мета полягає в збивані супротивників сніжками. Переможе той, у кого буде найбільше балів.
- Dodgebomb — теж саме що і Snowbrawl, тільки на інших мапах і замість сніжків використовуються бомби.
- Swithcraft — 3 персонажі, але їхня зброя перемішана. Участь беруть від 2 до 8 гравців.
- Bombsketball — від 2 до 8 гравців, мета полягає в поціленні бомбою у мішень противника. Переможе той, у кого буде найбільше балів.
- Beachbrawl — від 2 до 8 гравців, мета полягає в забитті за допомогою зброї великого м'яча у ворота противника. Переможе той, у кого буде найбільше балів.
- Buddy — від 2 до 8 гравців, гравець бере 2 персонажа й одночасно грає за обох. Це реалізовано так що коли гравець натискає клавішу для атаки, то і перший і другий персонаж атакує.
- Brawldown — дається три життя, беруть участь від 2 до 8 гравців, битва відбувається на рингу, крім звичайної зброї можна битися стільцем, столом і палицею.
- Capture the flag — від 2 до 8 гравців, мета полягає в захопленні прапора противника і принесенні його на свою територію.
- Bubble tag — від 2 до 8 гравців, коли боєць когось б'є, противник огортається надувною кулькою, звідки його може дістати союзник. Щоб отримати бал, потрібно огорнути кульками всіх противників.
- Temple climb — від 2 до 8 гравців, щоб вижити потрібно весь час лізти у гору в той час, як мапа опускається донизу. Щоб перемогти, потрібно за певний час набрати найбільше балів.
- Morph — від 2 до 8 гравців, можна вибрати 3 персонажі, у котрих одразу є зброя, під час бою можна міняти персонажа.

### Персонажі
Усього у грі 51 різний персонаж. Майже кожне велике оновлення додає нового персонажа. Нові персонажі, безпосередньо підконтрольні гравцям купуються за ігрову валюту. Кожного тижня надаються деякі безкоштовні персонажі, безкоштовно дається 7 персонажів. В кожного персонажа є чотири характеристики: сила, швидкість, швидкість ударів та захист. При виборі персонажа можна додати йому один пункт до однієї з характеристик, але відніметься один пункт від іншої характеристики. Якщо грати декілька разів одним персонажем, то він отримує новий рівень розвитку. За рівень можна одержати колір для оформлення та характеристику цього персонажа. Всі персонажі гри можуть використовувати загалом 2 зброї. Усього у грі 13 видів зброї: бластери, катари, рукавиці, луки, мечі, списи, ракетні списи, сокири, молоти, коси, гармати, кулі та довгі мечі.
| Персонаж   | Зброя                     | Персонаж | Зброя                   | Персонаж | Зброя                        | Персонаж | Зброя                          | Персонаж | Зброя                          |
| ---------- | ------------------------- | -------- | ----------------------- | -------- | ---------------------------- | -------- | ------------------------------ | -------- | ------------------------------ |
| Bodvar     | Меч та молот              | Ada      | Спис та бластери        | Diana    | Лук та бластери              | Xull     | Сокира та гармата              | Vector   | Лук та ракетний спис           |
| Cassidy    | Молої та бластери         | Sentinel | Катари та молот         | Kor      | Молот та бійцівські рукавиці | Jiro     | Коса та меч                    | Onyx     | Гармата та бійцівські рукавиці |
| Orion      | Спис та ракетний спис     | Lucien   | Бластери та катари      | Wu Shang | Спис та рукавиці             | Lin Fei  | Катари та гармата              | Jaeyun   | Довгий меч та меч              |
| Lord Vraxx | Бластери та ракетний спис | Teros    | Молот та сокира         | Ragnir   | Сокира та катари             | Zariel   | Бійцівські рукавиці та лук     | Gnash    | Молот та спис                  |
| Queen Nai  | Спис та катари            | Asuri    | Катари та меч           | Cross    | Бластери та рукавиці         | Rayman   | Рукавиці та сокира             | Thatch   | Бластери та меч                |
| Hattori    | Спис та меч               | Barraza  | Сокира та бластери      | Mirage   | Коса та спис                 | Dusk     | Спис та кистінь                | Brynn    | Спис та сокира                 |
| Sir Roland | Меч та ракетний спис      | Azoth    | Сокира та лук           | Nix      | Коса та бластери             | Fait     | Кистінь та коса                | Mordex   | Коса та бійцівські рукавиці    |
| Scarlet    | Молот та ракетний спис    | Ulgrim   | Сокира та ракетний спис | Artemis  | Коса та ракетний спис        | Petra    | Кистінь та бійцівські рукавиці | Yumiko   | Лук та молот                   |
| Ember      | Катари та лук             | Koji     | Меч та лук              | Jhala    | Сокира та меч                | Val      | Рукавиці та меч                | Caspian  | Рукавиці та катари             |
| Sidra      | Гармата та меч            | Kaya     | Лук та спис             | Isaiah   | Гармата та бластери          | Thor     | Молот та кистінь               | Volkov   | Коса та сокира                 |
| Mako       | Катари та довгий меч      | Magyar   | Молот та довгий меч     | Reno     | Бластери та кистінь          |          |                                |          |                                |

#### Скіни
Для оформлення кожного персонажа є кольори та скіни. За рівні розвитку персонажу дається колір, на 20 рівні дається останній колір. Додаткові кольори можна купити у магазині за внутрішньоігрове золото. Скіни купуються за сині монети (сині монети можна купити тільки за реальні гроші). Скіни є на персонажів, зброю, дронів, подіуми та анімацію вбивства. Також за сині монети можна купити персонажів та їхні емоції. Вартість скінів складає від 40 до 300 синіх монет. Окрім звичайних скінів є crossovers скіни, які заміняють не тільки персонажа, а і його атаки.

##### Crossoversскіни
| Назва          | Персонаж   | Назва              | Персонаж   | Назва        | Персонаж | Назва          | Персонаж  | Назва        | Персонаж | Назва    | Персонаж |
| -------------- | ---------- | ------------------ | ---------- | ------------ | -------- | -------------- | --------- | ------------ | -------- | -------- | -------- |
| Black Knight   | Orion      | Daimio             | Mordex     | Lara Croft   | Diana    | John Cena      | Hattori   | Four Arms    | Kor      | Tai Lung | Mordex   |
| King Knight    | Sir Roland | Enchantress        | Fait       | HellBoy      | Cross    | Asuka          | Queen Nai | Diamond Head | Caspian  | Tigress  | Asuri    |
| Specter Knight | Nix        | Globox             | Cassidy    | Amethyst     | Xull     | The Rock       | Sentinel  | HeatBlast    | Ada      |          |          |
| Shovel Knight  | Gnash      | Barbara            | Brynn      | Garnet       | Petra    | Roman Reigns   | Teros     | Michonne     | Koji     |          |          |
| Plague Knight  | Caspian    | Princess Bubblegum | Lord Vraxx | Stevonnie    | Val      | Macho Man      | Ulgrim    | Daryl        | Ember    |          |          |
| Gruagach       | Teros      | Jake               | Kor        | Pearl        | Kaya     | Becky Linch    | Gnash     | Rick         | Barraza  |          |          |
| Nimue          | Dusk       | Finn               | Jhala      | Xavier Woods | Bodvar   | The Undertaker | Thor      | Po           | Wu Shang |          |          |

| Франшиза                 | Скіни та Crossovers                                                                            |
| ------------------------ | ---------------------------------------------------------------------------------------------- |
| X-Ray and Vav            | Mogar, The Mad King                                                                            |
| Rivals of Aether         | Ranno                                                                                          |
| Shovel Knight            | Shovel Knight, Black Knight, King Knight, Plague Knight, Specter Knight, Enchantress           |
| Rayman                   | Rayman, Globox, Barbara                                                                        |
| Hellboy                  | Hellboy, Gruagach, Daimio, Nimue                                                               |
| WWE                      | The Rock, John Cena, Xavier Woods, Becky Lynch, Macho Man, The Undertaker, Asuka, Roman Reigns |
| Adventure Time           | Finn, Jake, Princess Bubblegum                                                                 |
| Steven Universe          | Stevonnie, Pearl, Amethyst, Garnet                                                             |
| Tomb Raider (серія ігор) | Lara Croft                                                                                     |
| Ben 10                   | Four Arms, Diamondhead, Heatblast                                                              |

## Чемпіонат світу
Кожен рік, починаючи з 2016, компанія Blue Mammoth Games проводить чемпіонати світу по грі. У 2016 році призовий фонд становив 50 000 доларів. 25 000 переможцю у режимі 1v1 і стільки ж переможцю у режимі 2v2. У всі подальші роки призовий фонд складав 100 000 доларів. Турніри проводяться наприкінці року. За перемогу у бої переможцеві видають бали, в кінці переможе той, у кого буде найбільша сукупна кількість балів.
| Рік  | Місце                  | Переможець 1v1    | Переможці 2v2                                                              | Призовий фонд |
| ---- | ---------------------- | ----------------- | -------------------------------------------------------------------------- | ------------- |
| 2016 | Cobb Galleria, Атланта | Zack «LDZ» Janbay |                                                                            | 50 000        |
| 2017 | Cobb Galleria, Атланта | Zack «LDZ» Janbay | Zack «Boomie» Bielamowicz та Ngwa «Remmy» Nforsi                           | 100 000       |
| 2018 | Dreamhack, Атланта     | Stephen Myers     | Jonatan «Cake» Övragård та Aleksi «Addymestic» Sillanpää                   | 100 000       |
| 2019 | Dreamhack, Атланта     | Stephen Myers     | Stephen «Sandstorm» Myers та Zack «Boomie» Bielamowicz                     | 100 000       |
| 2020 | Онлайн                 | Stephen Myers     | Stephen «Sandstorm» Myers та «Sandstorm» разом з Zack «Boomie» Bielamowicz | 1 000 000     |

Окрім чемпіонату світу проводяться звичайні турніри, у Європі, Азії та Америці, протягом усього року.

## Сприйняття

### Steam
У Steam гра оцінюється приблизно на 9 з 10. Усього понад 144,000 відгуків.  Більшість з них позитивні.

### Gamecrate
Gamecrate оцінює гру на 7 з 10.

### Metacritic
На сайті Metacritic люди оцінили гру на 7.4 з 10.